# Живе
Живе (фр. Givet) је насељено место у Француској у региону Шампањ-Арден, у департману Ардени.
По подацима из 2011. године у општини је живело 6626 становника, а густина насељености је износила 359,91 становника/km².

## Демографија
| 1962. | 1968. | 1975. | 1982. | 1990. | 2011. |
| ----- | ----- | ----- | ----- | ----- | ----- |
| 7.444 | 7.865 | 7.804 | 7.587 | 7.775 | 6.626 |